# Anna Guzik (kulturystka)
Anna Guzik (ur. 1985 w Szczecinie) – polska kulturystka, mistrzyni Świata w Fitness z 2006 roku.
Studentka AWF w Gorzowie Wielkopolskim. Jej trenerami są Aleksandra Kobielak i Henryk Hryszkiewicz.
| Zawody                                                      | Lokata |
| ----------------------------------------------------------- | ------ |
| Mistrzostwa Polski w Kulturystyce i Fitnesss 2009 Ostrołęka | 1.     |
| Mistrzostwa Polski w Kulturystyce i Fitness 2008 Płońsk     | 1.     |
| Mistrzostwa Polski w Kulturystyce i Fitness 2007 Zabrze     | 1.     |
| Mistrzostwa Świata w Kulturystyce i Fitness 2006 Rosja      | 1.     |